# Blestjaščie
Le Blestjaščie (in russo Блестящие?) sono un girl group russo formatosi nel 1996.

## Formazione

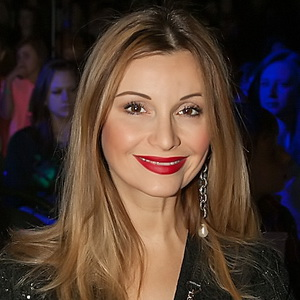
Ol'ga Orlova

Il girl group, nato nel 1996, era formato inizialmente da solo tre ragazze: Ol'ga Orlova, Polina Iodis e Varvara Koroleva; subito dopo l'uscita del loro primo album, Tam, tol'ko tam, Varvara lasciò il gruppo, mentre entrarono altre due componenti, Irina Luk'janova e Žanna Friske.

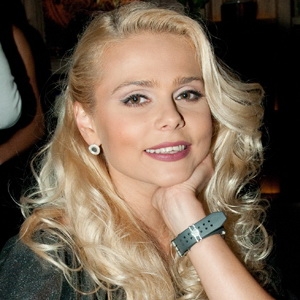
Ksenija Novikova

Nel 1998 Polina abbandonò il gruppo, e nel 1999 entrò Ksenija Novikova. Ol'ga lasciò il gruppo, continuando con una brillante carriera da solista, venendo sostituita da Julija Koval'čuk. Nel 2003 Irina, in attesa di un figlio, e Žanna abbandonano entrambe la band, che vede l'ingresso di Anna Semenovič e poi di Nadežda Ručka. Anna e Ksenija lasciano il gruppo nel 2007, sostituite da Anastasija Osipova e da Natal'ja Friske, che però va dopo un anno. Nel 2008 entrano Anna Dubovickaja e Julianna Lukaševa. Quest'ultima lascia il gruppo l'anno seguente, venendo sostituita da Marina Berežnaja. Nel 2011 ritorna infine Ksenija Novikova.

## Discografia parziale

### Album in studio
- 1997 – Tam, tol'ko tam
- 1998 – Prosto mečty
- 1999 – O ljubvi
- 2000 – Belym snegom
- 2002 – Za četyre morja
- 2003 – Apel'sinovyj raj
- 2005 – Vostočnye skazki

### Album di remix
- 1997 – Tam, tol'ko tam (Remixes)

### Singoli
- 2002 – A ya vse letala
- 2007 – Tili-testo
- 2010 – K ėkvatoru
- 2016 – Zelënye glaza
- 2016 – Vrigada maljarov
- 2017 – Ėto ljubov'
- 2017 – Solnce
- 2017 – Ryžaja devočka
- 2018 – Svistok zovët! (con Svetlana Feodulova)
- 2020 – Volny
- 2020 – Zvëzdočka